# Поназирєвський район
Поназирєвський район (рос. Поназыревский район) — адміністративно-територіальна одиниця (район) та муніципальне утворення (муніципальний район) на південному сході Костромської області Росії.
Адміністративний центр — місто Поназирєво.

## Історія
Район утворений у 1945 році та здійснював свою діяльність до 1962 року включно (до злиття Поназирєвського району з Шар'їнським районом). У січні 1965 року Поназирєвський район утворено знову.

## Населення
| 2002   | 2008  | 2009  | 2010  | 2011  | 2012  | 2013  |
| ------ | ----- | ----- | ----- | ----- | ----- | ----- |
| 10 496 | ↘8903 | ↘8885 | ↘8456 | ↘8424 | ↘8183 | ↘7896 |
| 2014   | 2015  | 2016  | 2017  | 2018  | 2019  | 2020  |
| ↘7620  | ↘7458 | ↘7320 | ↘7177 | ↘7007 | ↘6751 | ↘6545 |